# هیولا در کمد
هیولا در کمد (به انگلیسی: Monster in the Closet) فیلمی در ژانر کمدی ترسناک، محصول سال ۱۹۸۶ و به کارگردانی باب باهلین است. در این فیلم بازیگرانی همچون دنیس دوباری، پال دولی، پل واکر، کلود ایکینز، استلا استیونز، هاوارد داف، هنری گیبسون، جسی وایت، جان کارادین، فرگی، دونالد موفات، کوین پیتر هال و فرانک اشمور ایفای نقش کرده‌اند.

## خلاصه داستان
پس از یک سری از قتل‌های سریالی در سانفرانسیسکو که همه اجساد در داخل کمد قرار می‌گیرند، یک خبرنگار و دوست دانشمند خود تصمیم می‌گیرند رمز و راز قاتل را کشف کنند و کالیفرنیا را نجات دهند.